# کاخابر تسخادادزه
کاخابر تسخادادزه (گرجی: კახაბერ ცხადაძე؛ زادهٔ ۷ سپتامبر ۱۹۶۸) بازیکن فوتبال اهل گرجستان است.
از باشگاه‌هایی که در آن بازی کرده‌است می‌توان به باشگاه فوتبال اسپارتاک ولادی‌قفقاز، باشگاه فوتبال دینامو مسکو، باشگاه فوتبال آینتراخت فرانکفورت، باشگاه فوتبال منچستر سیتی، باشگاه فوتبال اسپارتاک مسکو، باشگاه فوتبال سوندسوال، باشگاه فوتبال آنژی مخاچ‌قلعه، و باشگاه فوتبال دینامو تفلیس اشاره کرد.
وی همچنین در تیم‌های ملی فوتبال زیر ۲۱ سال شوروی، کشورهای مشترک‌المنافع، و گرجستان بازی کرده‌است.